# Canton de Guerville
Le canton de Guerville est une ancienne division administrative française, située dans le département des Yvelines et la région Île-de-France.

## Composition

Composition du canton de Guerville

Le canton de Guerville, dit des trois rivières, comprenait 18 communes jusqu'en mars 2015 :
- Andelu : 370 habitants,
- Arnouville-les-Mantes : 742 habitants,
- Auffreville-Brasseuil : 586 habitants,
- Boinville-en-Mantois : 296 habitants,
- Boinvilliers : 280 habitants,
- Breuil-Bois-Robert : 663 habitants,
- Épône : 6 418 habitants,
- Flacourt : 127 habitants,
- Goussonville : 557 habitants,
- Guerville : 1 899 habitants,
- Hargeville : 319 habitants,
- Jumeauville : 554 habitants,
- La Falaise : 607 habitants,
- Mézières-sur-Seine : 3 341 habitants,
- Rosay : 364 habitants,
- Soindres : 610 habitants,
- Vert : 737 habitants,
- Villette : 470 habitants.

## Représentation

### Conseillers généraux du canton de Guerville
| Période | Période      | Identité                  | Étiquette    | Qualité                                                                 |
| ------- | ------------ | ------------------------- | ------------ | ----------------------------------------------------------------------- |
| 1967    | 1979         | Julien Cochin (1915-1994) | DVD          | Agriculteur Maire de Jumeauville (1977-1994)                            |
| 1979    | 2009 (décès) | Pierre Amouroux           | DVD puis UMP | Retraité de l'enseignement maire d'Épône (1977-2004) Député (2002-2007) |
| 2009    | 2011         | Pierre Blévin             | PS           | Retraité Maire de Mézières-sur-Seine (1989-2014)                        |
| 2011    | 2015         | Maryse Di Bernardo        | SE           | Retraitée de l'enseignement Maire de La Falaise depuis 1995             |

### Élections

#### Cantonales 2004

##### Premier tour (21 mars 2004)
Résultats complets
| Inscrits               | 12 921 |         |  |
| Votants                | 8 499  | 65,80 % |  |
| Exprimés               | 8 243  | 97,0 %  |  |
| Amouroux (UMP) sortant | 3 508  | 42,6 %  |  |
| Blévin (PS)            | 2 112  | 25,6 %  |  |
| D'André (FN)           | 1 426  | 17,3 %  |  |
| Falaise                | 697    | 8,5 %   |  |
| Grihon (PC)            | 324    | 3,9 %   |  |
| Luguet (LO)            | 176    | 2,1 %   |  |

##### Deuxième tour (28 mars 2004)
Résultats complets
| Inscrits                             | 12 911 |         |  |
| Votants                              | 9 005  | 69,70 % |  |
| Exprimés                             | 8 807  | 97,8 %  |  |
| Amouroux (UMP) réélu pour la 5e fois | 4 205  | 47,7 %  |  |
| Blévin (PS)                          | 3 260  | 37 0 %  |  |
| D'André (FN)                         | 1 342  | 15,2 %  |  |

#### Cantonales 2009
Il s'agit d'élections cantonales partielles organisées à la suite du décès du conseiller général en titre, Pierre Amouroux, survenu le 16 avril 2009. Cinq candidats sont en lice au premier tour.

##### Premier tour (17 mai 2009)
Résultats complets
| Inscrits                            | 13 741 |         |  |
| Votants                             | 4 137  | 30,11 % |  |
| Exprimés                            | 4 047  | 97,82 % |  |
| Leïllah Matyjasik (DVD)             | 154    | 3,81 %  |  |
| Maryse Di Bernardo (sans étiquette) | 991    | 24,49 % |  |
| Pierre Blévin (PS)                  | 1 288  | 31,83 % |  |
| Pascal Lazerand (soutenu par l'UMP) | 1 369  | 33,83 % |  |
| Valérie Leclerc (PCF)               | 245    | 6,05 %  |  |

##### Deuxième tour (24 mai 2009)
Résultats complets
| Inscrits                            | 13 740 |         |  |
| Votants                             | 4 198  | 30,55 % |  |
| Exprimés                            | 4 033  | 96,07 % |  |
| Pierre Blévin (PS) élu              | 2 120  | 52,57 % |  |
| Pascal Lazerand (soutenu par l'UMP) | 1 913  | 47,43 % |  |

#### Cantonales 2011

##### Premier tour (20 mars 2011)
Résultats complets.
| Inscrits                                       | 13 776 |         |
| Votants                                        | 5 653  | 41,04 % |
| Exprimés                                       | 5 528  | 40,13 % |
| Benoît de Carrara (FN)                         | 1 339  | 24,22 % |
| Bernard Choquier (Europe-Écologie - Les Verts) | 620    | 11,22 % |
| Pierre Blévin (PS) sortant                     | 1 475  | 26,68 % |
| Maryse Di Bernardo (sans étiquette             | 1 463  | 26,47 % |
| Christophe Horen (divers droite - MPF)         | 358    | 6,48 %  |
| Leïllah Frédérika Matyjasyk (sans étiquette)   | 88     | 1,59 %  |
| Matthieu Brunet (Front de Gauche)              | 185    | 3,35 %  |

##### Deuxième tour (27 mars 2011)
Résultats complets.
| Inscrits                                 | 13 776 |         |
| Votants                                  | 5 793  | 42,05 % |
| Exprimés                                 | 5 374  | 39,01 % |
| Pierre Blévin (PS)                       | 2 501  | 46,54 % |
| Maryse Di Bernardo (sans étiquette) élue | 2 873  | 53,46 % |

## Histoire
Le canton de Guerville a été créé par le décret ministériel n° 67-594 du 20 juillet 1967, il regroupait à l'époque les communes de Guerville, Andelu, Arnouville-lès-Mantes, Auffreville-Brasseuil, Boinville-en-Mantois, Boinvilliers, Breuil-Bois-Robert, Épône, La Falaise, Flacourt, Goussonville, Hargeville, Jumeauville, Mézières-sur-Seine, Rosay, Soindres, Vert et Villette.

## Démographie
| 1968   | 1975   | 1982   | 1990   | 1999   | 2006   | 2011   | 2012   |
| ------ | ------ | ------ | ------ | ------ | ------ | ------ | ------ |
| 11 029 | 13 627 | 14 763 | 18 053 | 18 940 | 19 478 | 20 034 | 20 143 |